# 浜納一志
浜納 一志（はまのう かずし、1954年1月3日 - ）は、鳥取県出身の元プロ野球選手。ポジションは内野手。

## 来歴・人物
鳥取県立鳥取西高等学校ではエース山本昌樹を擁し、1971年夏の甲子園予選東中国大会準決勝に進むが、岡山東商のケネス・ハワード・ライトらに抑えられ惜敗。
1971年のドラフトに広島から8位指名され入団。二軍では三塁手として起用されるが、一軍公式戦の出場はなく、1973年限りで引退。
引退後は鳥取市でゴルフショップを経営、プレーヤーとして日本アマチュアゴルフ選手権等で活躍する 。

## 詳細情報

### 年度別投手成績
- 一軍公式戦出場なし

### 背番号
- 45 （1972年 - 1973年）